# Стронг-Сіті (Канзас)
Стронг-Сіті (англ. Strong City) — місто (англ. city) в США, в окрузі Чейс штату Канзас. Населення — 386 осіб (2020).

## Географія
Стронг-Сіті розташований за координатами 38°23′44″ пн. ш. 96°32′12″ зх. д. / 38.39556° пн. ш. 96.53667° зх. д. (38.395431, -96.536666).  За даними Бюро перепису населення США в 2010 році місто мало площу 1,42 км², з яких 1,42 км² — суходіл та 0,01 км² — водойми.

## Демографія
Згідно з переписом 2010 року, у місті мешкало 485 осіб у 212 домогосподарствах у складі 123 родин. Густота населення становила 340 осіб/км².  Було 256 помешкань (180/км²).
Расовий склад населення:
| - 96,5 % — білих - 0,8 % — корінних американців - 0,6 % — чорних або афроамериканців - 0,2 % — азіатів |

До двох чи більше рас належало 1,6 %. Частка іспаномовних становила 1,0 % від усіх жителів.
За віковим діапазоном населення розподілялося таким чином: 22,5 % — особи молодші 18 років, 60,6 % — особи у віці 18—64 років, 16,9 % — особи у віці 65 років та старші. Медіана віку мешканця становила 44,1 року. На 100 осіб жіночої статі у місті припадало 105,5 чоловіків;  на 100 жінок у віці від 18 років та старших — 111,2 чоловіків також старших 18 років.
Середній дохід на одне домашнє господарство  становив 44 744 долари США (медіана — 32 159), а середній дохід на одну сім'ю — 53 783 долари (медіана — 39 464). Медіана доходів становила 30 982 долари для чоловіків та 22 375 доларів для жінок. За межею бідності перебувало 27,9 % осіб, у тому числі 40,4 % дітей у віці до 18 років та 10,9 % осіб у віці 65 років та старших.
Цивільне працевлаштоване населення становило 241 осіб. Основні галузі зайнятості: виробництво — 28,6 %, роздрібна торгівля — 12,9 %, освіта, охорона здоров'я та соціальна допомога — 11,6 %.